# Periș
Periș è un comune della Romania di 6 923 abitanti, ubicato nel distretto di Ilfov, nella regione storica della Muntenia. 
Il comune è formato dall'unione di 3 villaggi: Bălteni, Buriaș, Periș.